# Fidelibacterota
Fidelibacterota, Marinimicrobia o Marinisomatota recientemente propuesto, previamente conocido como SAR406, MGA o Marine Group A. Se las ha encontrado principalmente a grandes profundidades tales como el abismo de Challenger, la fosa de las Marianas y la fosa de Puerto Rico. Este filo tiene una baja representación en muestras pelágicas no profundas y alta abundancia en las muestras profundas. Aunque que a menudo a estas bacterias se las relaciona con ambientes de bajo nivel de oxígeno disuelto, se conoce poco sobre su ecología y funciones metabólicas. Fidelibacterota forma parte del grupo FCB junto a otros filos de bacterias relacionados.